# Elżbieta Wenda
Elżbieta Wenda (zamieszkała w Bydgoszczy) – polska artystka fotograf, uhonorowana tytułem Artiste FIAP (AFIAP). Członkini i Artystka Fotoklubu Rzeczypospolitej Polskiej Stowarzyszenia Twórców (AFRP). Członkini i wiceprezes Zarządu Ogólnopolskiej Fotograficznej Grupy Twórczej Art Fokus 13.

## Życiorys
Elżbieta Wenda absolwentka Wyższej Szkoły Bankowej w Toruniu, związana z bydgoskim środowiskiem fotograficznym – mieszka, pracuje, tworzy w Bydgoszczy – fotografuje od początku lat 2000. Miejsce szczególne w jej twórczości zajmuje fotografia portretowa studyjna i plenerowa, a w szczególności fotografia kreacyjna, do której tworzy własne stylizacje i kostiumy. We własnym studio fotograficznym tworzy projekty fotograficzne oraz prowadzi indywidualne szkolenia z zakresu fotografii oraz warsztaty fotograficzne. Od 2014 jest członkinią Ogólnopolskiej Fotograficznej Grupy Twórczej Art Fokus 13 – stowarzyszenia będącego członkiem zbiorowym Fotoklubu Rzeczypospolitej Polskiej Stowarzyszenia Twórców, w której pełni funkcję wiceprezesa Zarządu do spraw finansowych. 
Elżbieta Wenda jest autorką i współautorką wielu wystaw fotograficznych; indywidualnych i zbiorowych, poplenerowych oraz pokonkursowych. Bierze aktywny udział w Międzynarodowych Salonach Fotograficznych, organizowanych (między innymi) pod patronatem FIAP i PSA, zdobywając wiele nagród, wyróżnień, dyplomów, listów gratulacyjnych – za swoje fotografie. W 2015 roku została przyjęta w poczet członków Fotoklubu Rzeczypospolitej Polskiej Stowarzyszenia Twórców. Decyzją Komisji Kwalifikacji Zawodowych Fotoklubu RP, otrzymała dyplom potwierdzający kwalifikacje do wykonywania zawodu artysty fotografa, fotografika (legitymacja nr 400). 
Prace Elżbiety Wendy zaprezentowano w Almanachu (1995–2017), wydanym przez Fotoklub Rzeczypospolitej Polskiej Stowarzyszenie Twórców, w 2017. W 2018 roku została uhonorowana Medalem „Za Zasługi dla Fotografii Polskiej” – odznaczeniem przyznawanym przez Kapitułę Fotoklubu Rzeczypospolitej Polskiej Stowarzyszenia Twórców – w 100. rocznicę odzyskania przez Polskę niepodległości. Pokłosiem udziału w Międzynarodowych Salonach Fotograficznych (pod patronatem FIAP) było przyznanie jej (w 2023) tytułu Artiste FIAP (AFIAP) – przez Międzynarodową Federację Sztuki Fotograficznej FIAP, z siedzibą w Luksemburgu.

## Odznaczenia
- Medal „Za Zasługi dla Fotografii Polskiej” (2018)[22]

## Wystawy indywidualne
- Gigantach Mocy – Bełchatów 2015
- Dwa Spojrzenia – Muzeum Fotografii w Bydgoszczy 2016
- Portret Kobiety – Pałac w Lubostroniu 2017

Źródło